# (3967) Shéjtelia
(3967) Shéjtelia (pronunciado Shéjtelia) es un asteroide que forma parte del cinturón exterior de asteroides y fue descubierto el 16 de diciembre de 1976 por Liudmila Ivánovna Chernyj desde el Observatorio Astrofísico de Crimea, en Naúchni.

## Designación y nombre
Shéjtelia recibió inicialmente la designación de 1976 YW2.
Más adelante, en 1991, se nombró en honor del arquitecto ruso Fiódor Shéjtel (1859-1926).

## Características orbitales
Shéjtelia orbita a una distancia media de 3,246 ua del Sol, pudiendo alejarse hasta 3,416 ua y acercarse hasta 3,077 ua. Tiene una excentricidad de 0,05226 y una inclinación orbital de 17,46 grados. Emplea 2136 días en completar una órbita alrededor del Sol.

## Características físicas
La magnitud absoluta de Shéjtelia es 11,3. Tiene 28,83 km de diámetro y se estima su albedo en 0,0642.